# مک‌گرگور (مینه‌سوتا)
مک‌گریگور، مینه‌سوتا (به انگلیسی: McGregor, Minnesota) یک شهر در ایالات متحده آمریکا است که در شهرستان ایتکین، مینه‌سوتا واقع شده‌است.

## خصوصیات
مک‌گریگور ۵٫۴۶ کیلومترمربع مساحت و ۳۹۱ نفر جمعیت دارد و ۳۷۵ متر بالاتر از سطح دریا واقع شده‌است.